# Складчина

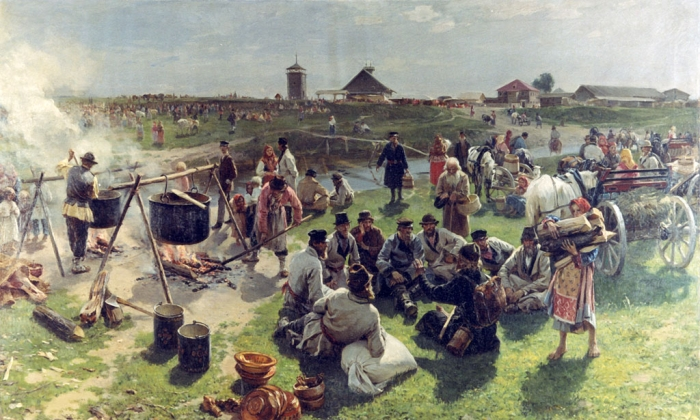
И. М. Прянишников. Общий жертвенный котёл в престольный праздник. 1888 год.

Скла́дчина (ссы́пчина, ссы́пщина, ссы́пка, ски́дка, скла́дка, сбор, ми́рщина, мо́льба, братчина) — внесение денег или продуктов несколькими участниками для совместного пользования, на общее дело.
Так же называют вечер, пиршество, устраиваемые на собранные таким образом деньги, продукты.

## История
Наиболее популярной такая форма вечеринок была у крестьян. В Украине девушки собирались на складчины четыре раза в году: на третий день Рождества, на Пасху, в канун рождественского и Великого поста. В дореволюционной России девушки как правило устраивали складчины на Троицко-Семицкие праздники, Осенние Кузьминки, Святки и Масленицу, кое-где на Аграфену Купальницу. Женщины — на Бабьи каши и день Жён-мироносиц. Также в складчину устраивались общесельские и артельные братчины.
У русских для покупки общинной жертвы, как правило, составляли складчину зерном, крупой, мукой. Эти продукты продавались и на вырученные деньги покупался жертвенный баран или бычок для братчины. На Русском Севере со складчины зерном начинается приготовление жертвенного напитка (пива, браги) для приуроченных к различным датам христианского календаря общинных братчин, бражных пирований, пивных праздников, канунов в честь патрона приходской церкви. У рыбаков было принято Св. Петру, который считался их покровителем, в складчину покупать большую восковую свечу и ставить её перед образом святого.
В южнорусских губерниях в ночь на Петров день молодёжь устраивала в складчину трапезу, после которой на восходе наблюдала, как солнце «играет», переливаясь разными цветами. В Украинских Карпатах на Петров день пастухи на выгоне за селом усаживались за земляной стол — петрік, где угощались сырниками, хлебом и купленной в складчину горилкой (водкой).
На Русском Севере молодёжные застолья помогала сплочению группы и давала возможность выявить ролевые статусы. Они предполагали предварительный сбор продуктов во время совместного обхода домов. Под Новый год в Васильев вечер девушки группами обходили сельские дома, распевая васильевские колядки, за что хозяева одаривали их съестным. После обхода домов с благопожеланиями, полученные продукты сносились в одну избу, с хозяином которой заранее договаривались за продукты или отработку. В ней девчата готовили для себя и парней закуску. Если насобирают солода, то могли и пиво сварить. Когда все соберутся, начиналось угощение, а затем игры, пляски, песни. В других случаях пирушку устраивали из продуктов, принесённых парнями. Такие молодёжные собрания с застольями были приурочены к «переходным» периодам: Новый год, Масленица, Троицкая неделя, Петров день, Кузьминки. Обрядовое застолье устраивалось и во время проводов рекрутов. Ещё одним поводом для мужской пирушки была победа, одержанная над парнями соседней деревни.
В складчину нередко собирались и в послевоенное время. Объяснялось это тем, что после Великой Отечественной войны большинство женщин работало. И подготовка к приёму большого числа гостей для одного человека была затруднительной. Поэтому эти заботы и делились между участниками поровну.
В настоящее время эта форма осталась в современной России преимущественно при организации загородных пикников. От шведского стола складчина отличается тем, что все блюда готовятся и приносятся самими участниками, а не хозяевами ресторана или кафе.

В более широком смысле слова это некое приобретение или предприятие, осуществленное сообща несколькими компаньонами.
В настоящее время в Рунете популярны складчины на цифровые товары, в ходе которых участники ведут совместный сбор средств на покупку копии товара с целью дальнейшего распространения между участниками, уплатившими взносы. Сумма взноса определяется как соотношение стоимости товара и количества лиц, принимающих участие в складчине. Для организации складчин создаются специальные форумы, в котором весь процесс максимально автоматизирован. Многие авторы информационных продуктов рассматривают деятельность данных форумов как неправомерную. При этом организации подобных сообществ отрицают все обвинения в области нарушения авторских прав.